# Guido Gezelleprijs van de stad Brugge
De Guido Gezelleprijs van de stad Brugge was een literatuurprijs die sinds 1980 door de stad Brugge werd uitgereikt. De winnaar ontving 5000 euro. Auteurs van een andere nationaliteit dan de Belgische, kwamen ook in aanmerking voor de prijs. De gemeenteraad benoemde telkens de jury en bepaalde voor welk literatuurgenre de prijs voor dat jaar werd voorbehouden.
De eerste zes edities beloonden een nog onuitgegeven manuscript, vanaf de zevende editie in 2005 beloonde men een gepubliceerd werk. Aanvankelijk was het een vijfjaarlijkse prijs, sinds 1999 een driejaarlijkse. Zes van de negen uitgereikte prijzen bekroonden een dichtbundel. Na 2012 werd de prijs niet meer uitgereikt.

## Laureaten
- 2012 - K. Michel (pseudoniem van Michael Maria Kuijpers), poëziebundel Bij eb is je eiland groter
- 2008 - Tonnus Oosterhoff, poëziebundel Ware grootte
- 2005 - Hans Tentije, poëziebundel Deze Oogopslag
- 2002 - Marnix Rueman, roman Verloren zoon
- 1999 - Joris Denoo, poëziebundel Linkerhart
- 1995 - Frans Depeuter, toneel Villon, heer van de raven
- 1985 - Daniël Van Hecke, roman De Vlucht
- 1980 - Luuk Gruwez, poëziebundel Een huis om dakloos in te zijn
- 1980 - Staf de Wilde, poëziebundel Sjaloom Salomé